# Cymothoa gibbosa
Cymothoa gibbosa là một loài chân đều trong họ Cymothoidae. Loài này được Gourret miêu tả khoa học năm 1892.